# Kuroda Bushi

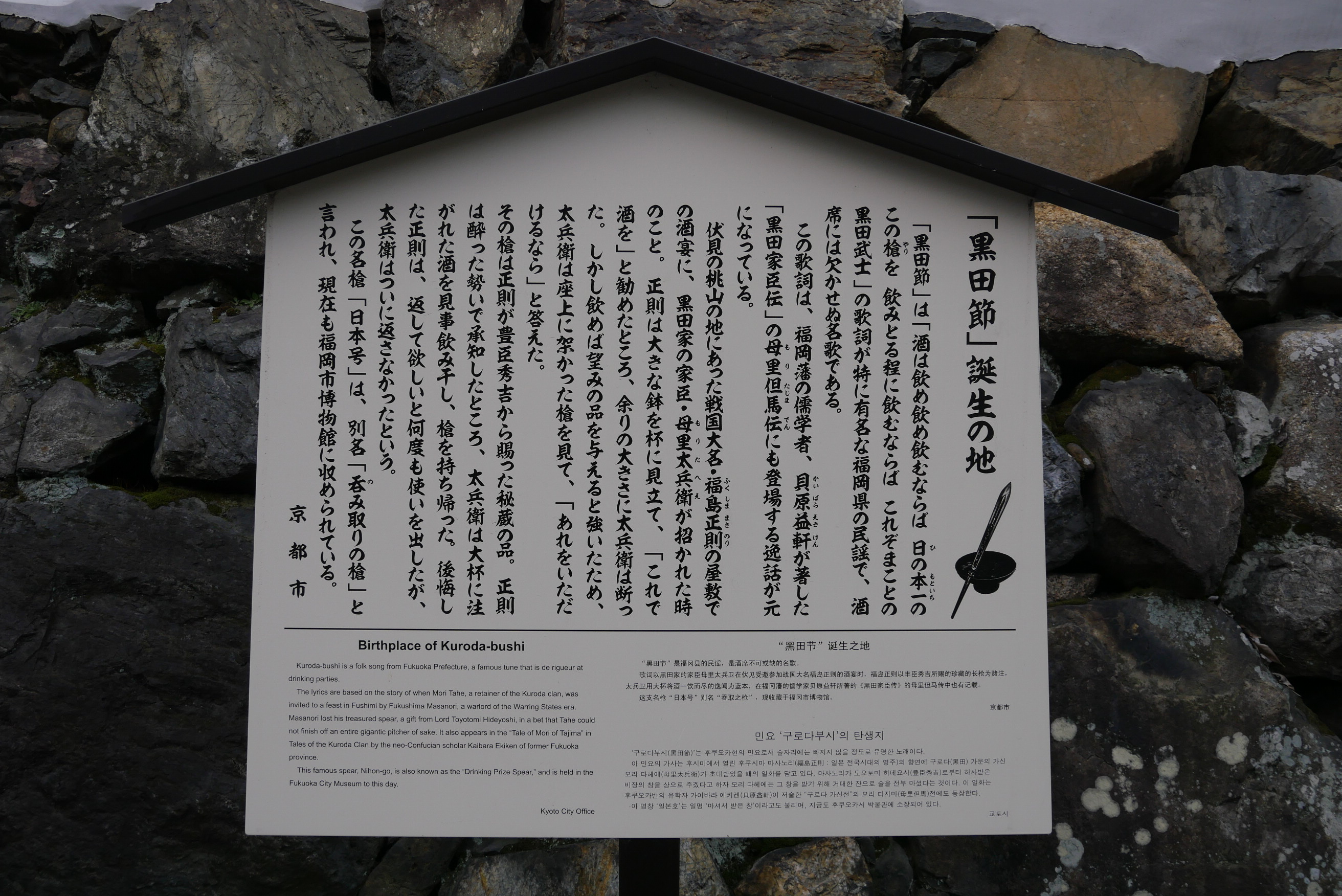
A placa do local de nascimento de Kuroda Bushi no Santuário Gokogu (御香宮神社), Kyoto

Kuroda Bushi (em japonês:  黒田節 literalmente a melodia de Kuroda), também conhecida como Kuroda-bushi, é uma canção folclórica da cidade de Fukuoka, província de Fukuoka, Japão. Esta canção, desde o seu nascimento na década de 1590, tornou-se popular em todo o Japão, sendo agora cantada frequentemente em festas com bebidas ou em karaokês. Ela possui um trocadilho que pode ser entendido ou como a melodia de Kuroda (黒田節) ou como o guerreiro de Kuroda (黒田武), pois a leitura de ambas na língua japonesa é a mesma.
A letra desta música tem a forma de um poema waka japonês, que consiste em versos de sete e cinco sílabas. Existem várias estrofes, das quais a primeira estrofe junto com uma tradução para o inglês é a seguinte: 
| Japonês romanizado |
| --- |
| Kuroda-bushi Sake wa nome, nome, Nomu naraba, Hi no moto ichino Kono yari wo, Nomitoru ho do ni Nomu naraba, Korezo makoto no Kuroda bushi. |

## Origem
Os pesquisadores que buscavamm a origem das palavras de Kuroda-bushi a encontraram no Santuário Gokō-gū (御香宮神社), em Quioto . A música usada nesta canção foi de Chikuzen Imayō (em japonês:  筑前今様), gênero vocal cantado pelos bushi do Domínio de Fukuoka durante o período Edo . A canção então se espalhou por todo o Japão, inspirando-se na música imperial de Gagaku, especialmente na música chamada Etenraku .
Um dia, Nagamasa Kuroda, o daimyo do Domínio de Kuroda, perguntou a Tomonobu Mori (em japonês:  母里友信), um de seus vassalos, para visitar a negócios outro vassalo, Masanori Fukushima, que era conhecido por ser alcoólatra . Como Mori também bebia muito, Kuroda o proibiu de beber durante sua visita, mesmo que lhe oferecessem uma bebida, por medo de que fizessem algo estúpido sob o efeito do álcool. Ao chegar, Fukushima, já bêbado como sempre, acolheu alegremente um bom companheiro e ofereceu-lhe uma bebida.
Apesar da recusa categórica de Mori, Fukushima persistiu em fazê-lo beber, dizendo: "O bushi de Kuroda não bebe este copinho de saquê? Se você aceitar minha oferta para bebermos juntos, darei como recompensa o que você quiser." Para isso, Mori, decidiu-se e engoliu admiravelmente uma grande xícara de saquê até a última gota, e pediu a Fukushima que lhe desse Nihon-Gô (em japonês:  日本号), conhecida como uma das Três Grandes Lanças do Japão, que o xogum Toyotomi Hideyoshi possuía.
No dia seguinte, Fukushima percebeu o grave erro que havia cometido e imediatamente enviou um vassalo a Mori para recuperar a lança. Mori, é claro, recusou-se a devolvê-lo. Mais tarde, Mori passou a lutar galantemente com esta lança em batalhas importantes, como as que ocorreram durante a invasão da Coreia pelo Japão, 1592-1598.
Nota-se nesta história que bushi é usado de duas maneiras: bushi, alterado de fushi (em japonês:  節), que significa uma "melodia", e bushi (em japonês:  武士) um "samurai", como no Bushido . O Domínio de Fukuoka, que era governado pela família Kuroda, também era carinhosamente chamado de Domínio Kuroda.
A história é contada em outra história semelhante, que agora é considerada errônea.
As bonecas "Kuroda Bushi" Hakata, tradicionais bonecas de barro japonesas, estão disponíveis em Fukuoka como lembranças.
1. ↑  Translation: Kuroda Bushi
2. ↑  Kuroda Bushi 黒田節 (The International Shakuhachi Society)
3. ↑  Hakata Doll "Kuroda Bushi"